# Josef Moc
Josef Moc, né le 22 janvier 1908 et mort le 13 juillet 1999, est un joueur tchécoslovaque de basket-ball.